# Шарапово (усадьба)

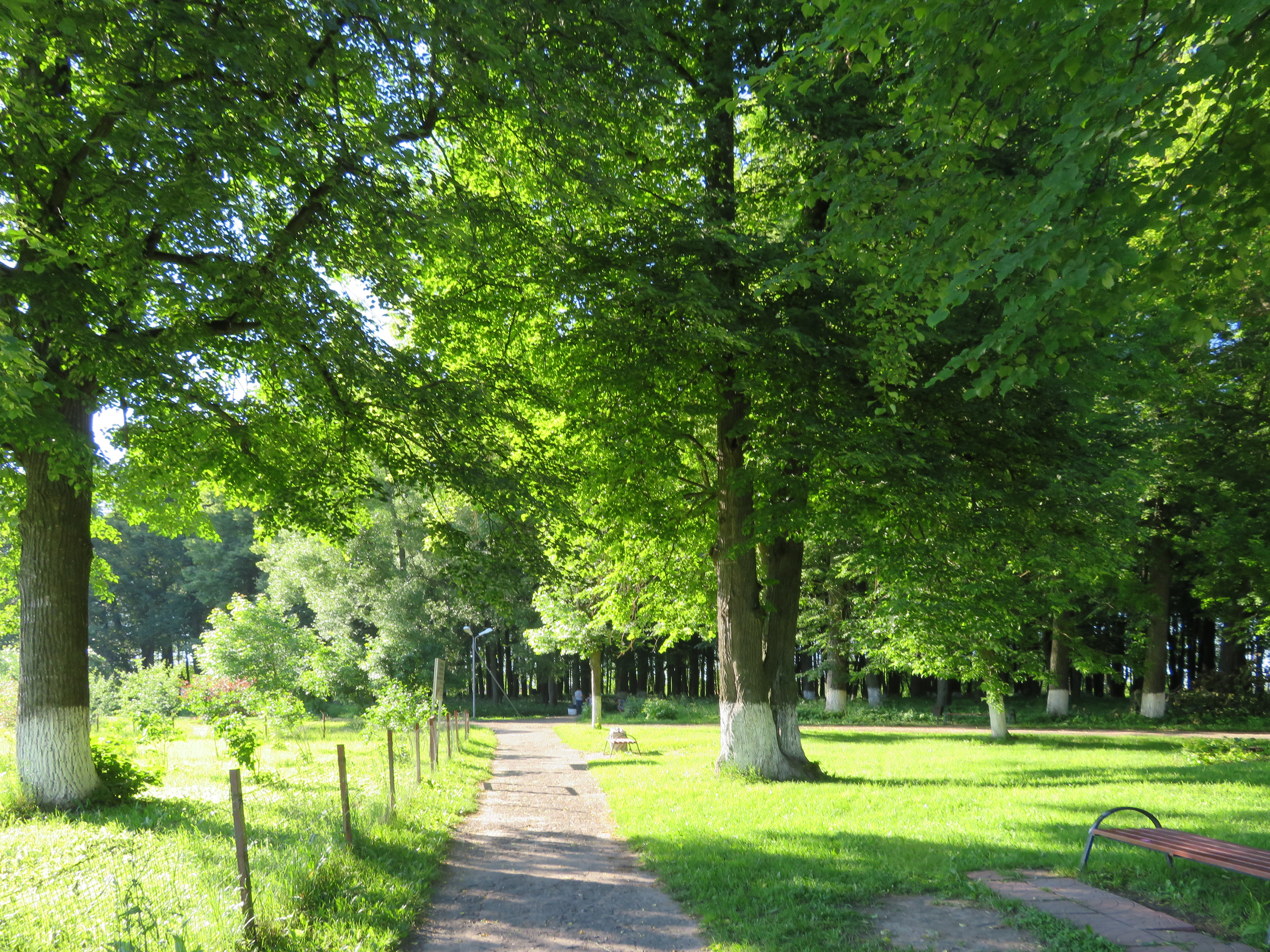
Парк усадьбы Шарапово, 2020 год

Шарапово — усадьба, расположенная в селе Шарапово Чеховском районе Московской области.

## История
В 1677 году первым владельцем села Шарапово был стольник Ф. Т. Зыков. В 1721 году новым хозяином села стал генерал-адъютант И. И. Головкин. В 1770 году вотчиной владела Н. А. Пасекова, жена поручика Ф. Б. Пасекова. Основана в XVIII веке. Имением владел Г. Н. Васильчиков, который был родственником А. С. Васильчикова, одного из фаворитов Екатерины II. Главный двухэтажный кирпичный усадебный дом возведен во второй половине XVIII века. В начале XIX века новой владелицей усадьбы стала графиня Е. В. Санти. В 1815—1823 годах на её средства на месте деревянной была построена кирпичная церковь Всех Скорбящих в стиле ампир, колокольня и трапезная построены во второй половине XIX века. Церковь и несколько служителей содержалась на деньги Санти ещё около ста лет, однако наследники графини были не последними хозяевами усадьбы. В середине XIX века усадьбой владела помещица М. П. Можарова, затем её наследники. Последним владельцем имения в 1890—1911 годах стал А. А. Шульц.
До наших дней сохранилось главное двухэтажное здание усадьбы в стиле барокко, которое в разное время не раз перестраивалось, ранее от главных ворот к имению вела аллея, сейчас от неё сохранились только небольшие фрагменты. В 1980-е годы в здании усадьбы находилась школа, затем много лет было общежитие. В советское время церковь Всех Скорбящих использовалась под колхозный склад и мастерские. В 1990-е годы храм возобновил работу, но само здание было в плачевном состоянии. В 2008 году началась реставрация церкви.